# طائفة مومبي
المومبية (Mumboism), والتي تعرف أيضًا باسم طائفة مومبي, هي حركة دينية جديدة أسسها أحد أفراد قبيلة اللوو وهو النبي أونيانغو داندي في بداية القرن العشرين. كان أتباع هذا الدين، المعروفون باسم المومبيين، في ذروة نشاطهم في نيانزا في كينيا بالقرب من بحيرة فيكتوريا. وكانت لدى الحركة تعاليم مناهضة للإمبريالية ومن ثم قامت الحكومة الاستعمارية في كينيا بقمعها.

## المنشأ
بدأت طائفة مومبي خلال حقبة الاستعمار البريطاني لكينيا أثناء نشاط البعثات التبشيرية المسيحية في المنطقة. في عام 1913، بدأ أونيانغو داندي في نشر دعوته قائلاً أن ثعبانًا قد ابتلعه في بحيرة فيكتوريا، ثم انتبذه الثعبان وأعطاه النبوءة التي سينشرها بين أتباعه:
"
أنا الإله مومبو. لدي بيت في الشمس وآخر في البحيرة. وقد اخترتك لتتحدث باسمي. اذهب وأخبر جميع الأفارقة.... بأنني إلههم من الآن فصاعدًا. هؤلاء الذين اخترتهم بنفسي وهؤلاء الذين يقرون بي سيعيشون للأبد في سعة.... فسد الدين المسيحي.... الأوروبيون أعداؤكم، وسيأتي قريبًا الوقت الذي يختفون فيه من البلاد."

## معلومات تاريخية
تماشيًا مع النبوءة، أدان داندي الثقافة الأوروبية والمسيحية وتأثير الاستعمار. وتنبأ بمجيء العصر الذهبي الذي سيحمل نهاية الوجود الأوروبي في المنطقة. انتشرت الحركة بين اللوو والكيسي، ولكن نفوذها تعدى حدود الأفارقة الذين كانوا أتباعًا رسميين لداندي.
كانت تعاليم طائفة مومبي تتسم بأنها أحد أنواع الإيمان بالعصر الألفي، الذي يتوقع مجيء عصر ذهبي، وربما تكون تأثرت في هذا بالتعاليم المسيحية التي توقعت مجئ نهاية كارثية تُنهي وجود العالم الحالي. وكان من بين هذه التعاليم أن «الماء سيتحول إلى دماء ولن يشرب الماء إلا المومبيون وسيختفي الرجل الأبيض وينجو الأفارقة فقط ويبقون وحدهم، أو سيأتي الألمان ويقطعون ذراع من يرتدون الملابس (أي الأوروبيون والأفارقة الذين يتبنون أسلوبًا غربيًا). [...] وستكون اليوتوبيا المتوقعة عبارة عن وقت يتم فيه تبادل الأدوار وتضميد الجراح والكثير الذي لا يمكن تحقيقه إلا عن طريق الطقوس والتضحيات التقليدية».
في السنوات التي أعقبت نهاية الحرب العالمية الأولى، أصبح عدد كبير من الكيسي من أتباع تلك الطائفة بأعداد متزايدة. ومن بين العوامل التي ساهمت في هذا كان الغضب تجاه الحكومة الاستعمارية بسبب تدهور حالة الزراعة والتجارة والصحة بين أفراد قبيلة الكيسي، وتذبذب قيمة العملة وتزايد مطالب الحكومة الاستعمارية المتقلبة بشأن الضرائب، والعمل المستحق للحكومة الاستعمارية ومتطلبات التسجيل. راقت نبوءة العصر الذهبي بخصوص نهاية الحكومة الأوروبية للكيسي الذين ثاروا علنًا ضد الإدارة الاستعمارية في 1905 و1908 و1914, فقط ليلاقوا هزيمة على يد الأوربيين. وكان رواجها بين أفراد الكيسي ضئيلاً في أوقات الرخاء التي كان من السهل فيها تلبية مطالب الإدارة الاستعمارية. أما في الأوقات التي كانت تشهد صعوبات اقتصادية، فكانت تلقى رواجًا سياسيًا ودينيًا متزايدًا بين الكيسي.كانت عشيرة بوجونكو والأثرياء وأصحاب النفوذ في قبيلة الكيسي من المومبيين. إلا أن الوجود الأوروبي قد قوَّض مراكزهم، وأصبحوا قادة الحركة خاصةً بين عشيرة كيتوتو الفرعية.

### القمع
شعرت الإدارة الاستعمارية بتهديد من جهة الرسالة المناهضة للإمبريالية التي تحملها طائفة مومبي. فقامت الحكومة الاستعمارية في نهاية الأمر بحظر تلك الطائفة في 1954. وقبلها بكثير في عام 1921, قامت بنفي داندي وغيره من زعماء الحركة إلى الجزيرة الإسلامية المقدسة لامو في المحيط الهندي. وكان التقرير الحكومي الذي صدر عام 1919 قد ذكر أسماء قادة الحركة، بعضهم كانوا يجهرون بمعارضتهم للحكومة الاستعمارية مثل: موزي أوما من كابوندو ونياكوندي من كيتوتو وأموينجا من وينجار.
كانت الإدارة الاستعمارية تميل للدمج بين طائفة مومبي والمعتقدات الدينية الأصيلة الأخرى مثل الطائفة التي التفت حول النبي الراحل ساكاوا (زاكاوا) الذي يُقال بأنه تنبأ بالحكم الأوروبي وببناء خط السكك الحديدية وبموقع الكيسي. لم تكن طائفة مومبي هي الحركة الدينية الوحيدة التي نشأت في شرق أو وسط إفريقيا لتعكس الشعور المناهض لأوروبا. فقد كان لدى قبيلة كامبا التي تعيش حول مشاكوس في كينيا إيمان بالعصر الألفي تطور في الفترة بين الحربين العالميتين حول النبي إندونيان أو كاتاي، التي سارت بالتوازي مع طائفة مومبي. كذلك كانت طائفة ديني يا موسامبوا، وهي الديانة التي تقوم على تقديس أرواح الأسلاف، صورة أخرى لرفض المسيحية نشأت خلال القرن العشرين في كينيا. وتأسست على يد اليجا ماسيندا بين قبيلة ماسابا. ومع ذلك كانت هناك حركة دينية أخرى هي حركة كارينجا التي تأثرت بمفاهيم كيويو الدينية المثالية المشابهة للديموقراطية.

## الحواشي
1. ↑  George F. Pickens, African Christian God-Talk: Matthew Ajuoga's Johera Narrative. University Press of America, 2004; pp. 133-134. Quoted in Oeching (1992, 1997).
2. ↑  Wessinger، Catherine (2011). The Oxford Handbook of Millennialism. Oxford University Press. ص. 389-90. ISBN:9780195301052.
3. ↑  Maxon، Robert M. (1989). Conflict and Accommodation in Western Kenya: The Gusii and the British, 1907-1963. Fairleigh Dickinson University Press. ص. 74-5. ISBN:9780838633502.
4. ↑  Godwin R. Murunga and W. Nasong'o Shadrack, Kenya: The Struggle for Democracy. Zed Books, 2007; pg. 64. ISBN 978-1-84277-857-9.
5. ↑  Murunga and Shadrack, Kenya, pp. 64-65.
6. ↑  Murunga and Shadrack, Kenya, pg. 66.

## كتابات أخرى
- R.M. Maxon, “The Thorny Road from Primary to Secondary Source: The Cult of Mumbo and the 1914 Sack of Kisii,” History in Africa, vol. 13 (1986) pp. 261–268. .
- Brett L. Shadle, “Patronage, Millennialism and the Serpent God Mumbo in South-West Kenya, 1912–34,” Africa, vol. 72, no. 1 (February 2002), pp. 29–54. .